# Чатні

Різні види чатні

Чатні, Катні, Тогаял — традиційні індійські соуси або приправи, що містять своєрідні, але взаємодоповнювані спеції та овочі. Походить з індійського субконтиненту, проте набув розповсюдження у країнах Азії та Африки, нині розповсюджений в усьому світі. Особливості домашньої кухні кожного народу надали надзвичайної варіативності як самій страві, так і її назві. В широкому розумінні чатні є синонімом слова соус.

## Назва
Слово чатні походить від гінді слова चTONY chaṭnī, яке походить від चاتنا chāṭnā, що означає «лизати» або «їсти з апетитом». В Індії чатні відноситься до свіжих і маринованих страв без розбору. Однак деякі індійські мови використовують це слово тільки для позначення свіжоприготованої їжі. Катні або котні (урду : چٹنی , гінді : चटनी caṭnī , каннада : ಚಟ್ನಿ , тамільська : சட்னி satni , бенгальська : চাটনী పచ ్చడి пачаді) — це назва різноманітних приправ і соусів, виготовлених зі фруктів . У тамілів чатні називають тогайял.

## Приготування
Чатні може бути у вологому або сухому вигляді (зазвичай у вигляді порошку, що використовується для подальшого приготування соусів) текстура варіюється від густої до м'якої. В Індії кітні готують для споживання негайно, поки вони ще свіжі. Інгредієнти походять із сезонного листя або плодів.
Варені чатні іноді виготовляють з овочів, але частіше — з фруктів. На їх приготування йде доволі багато часу, оскільки компоненти слід варити, допоки вони не розваряться повністю. Сирі чатні виготовляють, змішуючи між собою компоненти й змелюючи їх в однорідну пасту. У минулому чатні розтирали з використанням ступки й товкача з каменю. У наш час електричні змішувачі замінили кам'яні знаряддя.
У сучасній кухні чатні зазвичай солодкі та приємні на смак, проте існують і солоні і пекучі та гіркі різновиди. Вони збуджують апетит і стимулюють процес травлення. Щоб відтінити смак основної страви, достатньо однієї-двох ложок чатні, котрі подають у маленьких розетках або кладуть на тарілку поруч із рисом, бобовими, овочевими або круп'яними гарнірами, виробами з тіста (пастою), пакорою. У західній кухні соус часто їдять з твердими сирами або холодним м'ясом і птицею.

## Різновиди

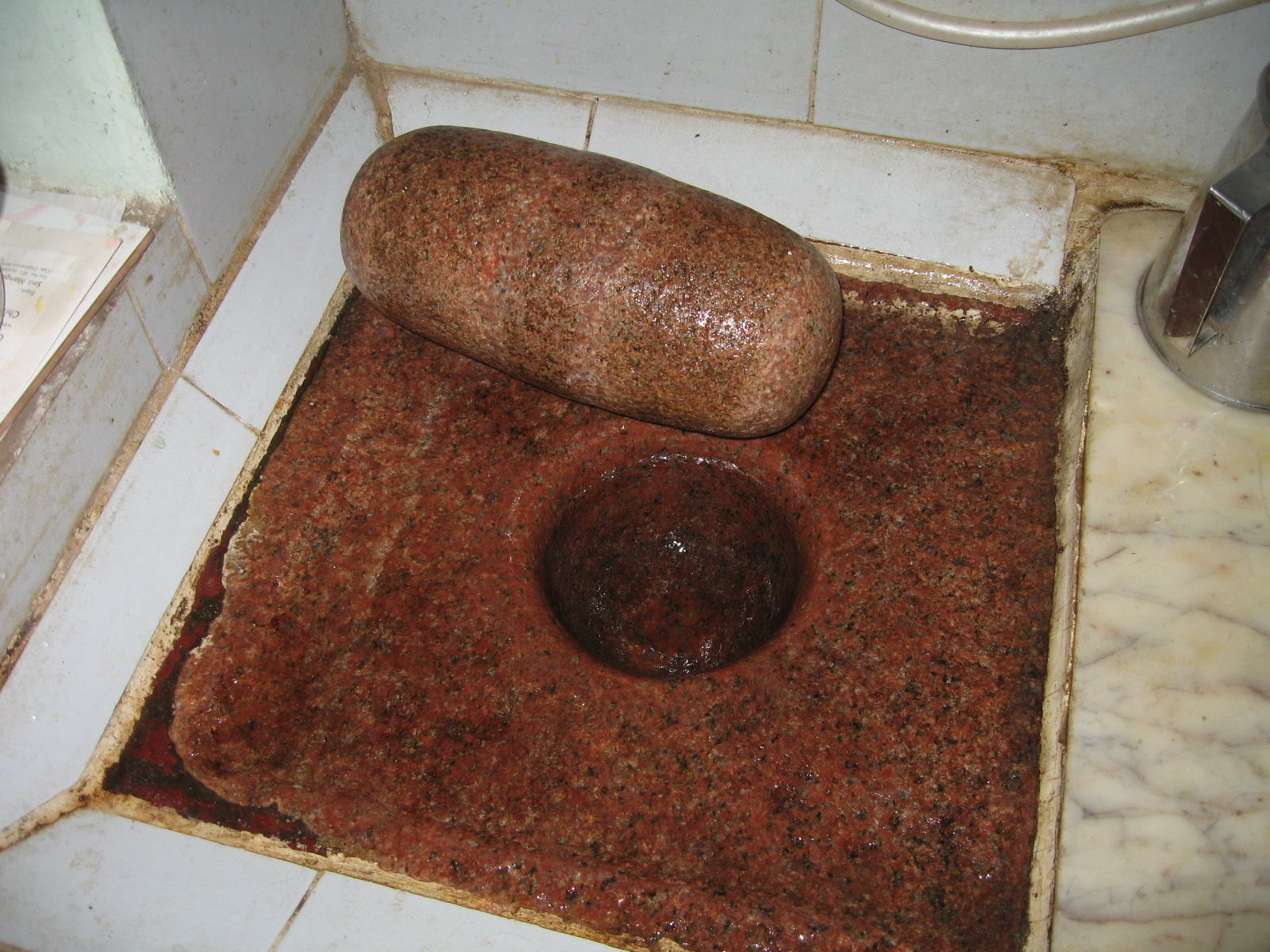
Традиційна індійська ступка для приготування чатні

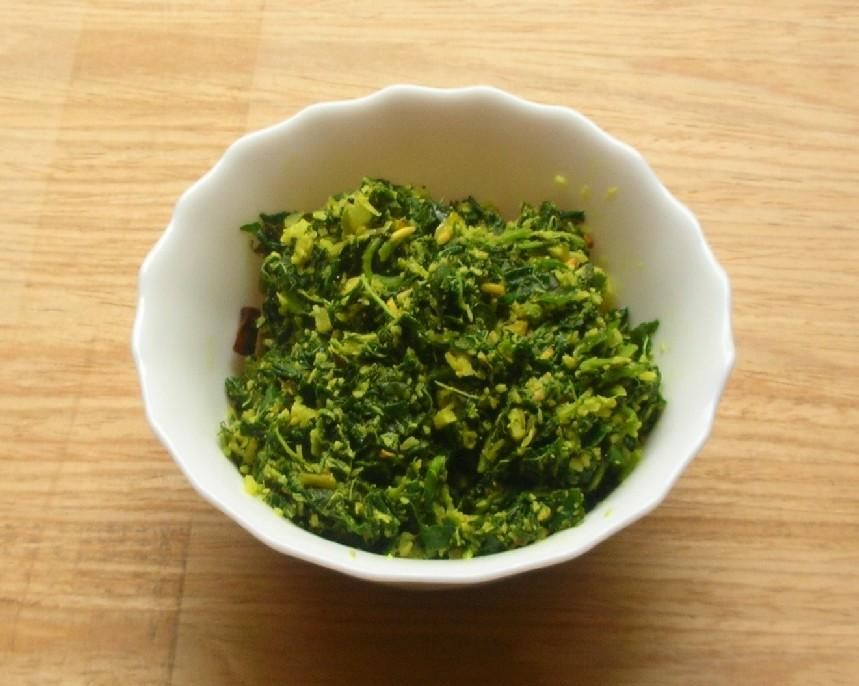
Торан з щириці, керальське чатні

Існує багато різновидів чатні, бо цей соус можна приготувати практично з будь-яких рослин/фруктів/трав/спецій або їх комбінацій. Чатні бувають двох основних груп — солодкі й гострі; обидві форми зазвичай містять різні спеції, зокрема чилі, але розрізняються за їх основним ароматом. Види чатні та спосіб їх приготування різняться по всій території Індії та Пакистану.
Основні типи чатні:
- Коріандровий
- М'ятний чатні (коріандровий і м'ятний чатні часто називають Харі чатні, де «Харі» з Урду/Хінді це «Зелений»)
- Тамариндовий чатні (Імлі чатні) (часто званий Мізи чатні, «Мізи» мовою Урду/Хінді означає «солодкий»)
- Імбирний чатні
- Кокосовий чатні
- Цибулевий чатні
- Чатні з чорносливу
- Томатний чатні
- Гострий чатні з червоним перцем
- Гострий чатні з зеленим перцем
- Манго чатні (із м'якоті зеленого манго)
- Лайм чатні (виготовляють з цілих, недозрілих плодів лайму)
- Лимонний чатні (як зі стиглих, так і незрілих лимонів)
- Часниковий чатні зі свіжого часнику, кокосу та арахісу
- Чатні із зелених томатів
- Арахісовий чатні
- Йогурт чатні (може бути простою комбінацією йогурту та порошку червоного гострого перцю)
- Томатний чатні з зеленню
- Гарбузовий чатні
- Огірковий чатні
- Абрикосовий чатні
- Торан — керальске сухе чатні

Щоб краще зрозуміти сутність та особливості цього соусу варто прочитати з десяток статей з національних розділів Вікіпедії, переважно азійського регіону.